# Cerkiew św. Eliasza w Czarnobylu
Cerkiew św. Eliasza (ukr. Свято-Іллінська церква в Чорнобилі) – cerkiew prawosławna zbudowana w II połowie XIX wieku, jedna z trzech świątyń prawosławnych istniejących do 1918 w Czarnobylu, obecnie jedyny tego typu obiekt działający na terenie zamkniętej zony czarnobylskiej. Należy do eparchii kijowskiej Kościoła Prawosławnego Ukrainy.

## Historia

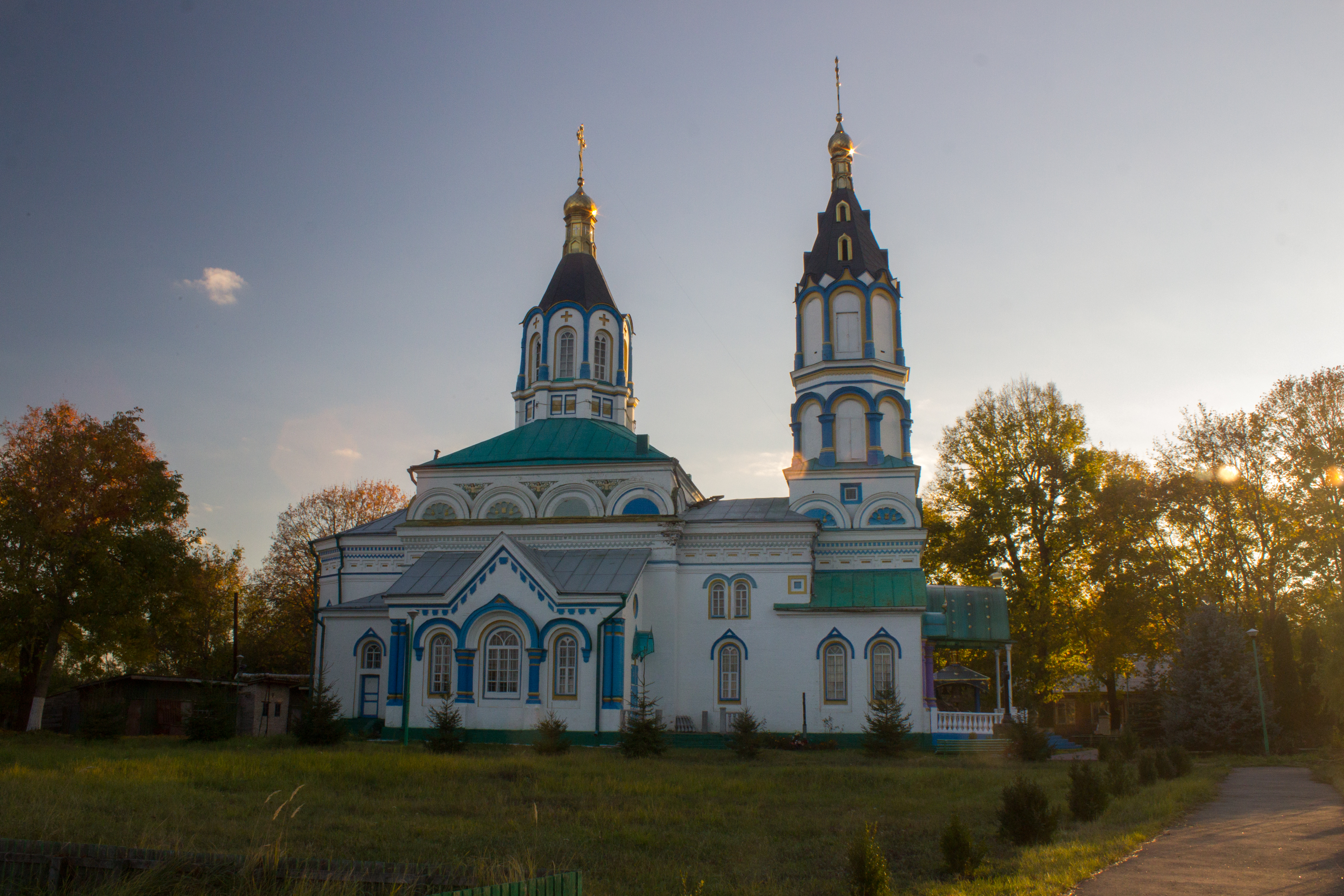

Decyzję o budowie tej świątyni w Czarnobylu podjęto w 1749 – jej budowa zakończyła się w 1779. Pierwszy groźny pożar strawił drewniany chram w 1849 – do jego odbudowy w latach 1851–1852 użyto materiałów z rozebranej zarządzeniem gubernatora kijowskiego Bibikowa molenny staroobrzędowców, do cerkwi św. Eliasza przeniesiono również część tamtejszych ikon. Po raz kolejny czarnobylska cerkiew spłonęła w 1872, odbudowano ją w 1877 w postaci murowanej świątyni, na której konstrukcję przeznaczono 80 tys. rubli. Poświęcenia obiektu dokonano w 1878.
W 1929 władze radzieckie zamknęły świątynię i w latach 30. XX w. wykorzystywano ją jako magazyn ziarna. Przywrócona do celów sakralnych w 1942, była czynna aż do ewakuacji całej ludności cywilnej w związku z katastrofą jądrową w 1986. Od 1990 okazjonalnie zaczęto znów odprawiać w niej nabożeństwa, a od 2001 przywrócono regularne nabożeństwa i działalność parafii. Należała do Ukraińskiego Kościoła Prawosławnego Patriarchatu Moskiewskiego, zaś 22 listopada 2023 przeszła do Kościoła Prawosławnego Ukrainy.